# Hoa tím lông
Hoa tím lông (danh pháp khoa học: Viola pilosa) là một loài thực vật có hoa trong họ Hoa tím. Loài này được Blume miêu tả khoa học đầu tiên năm 1823.